# カタクチイワシ科

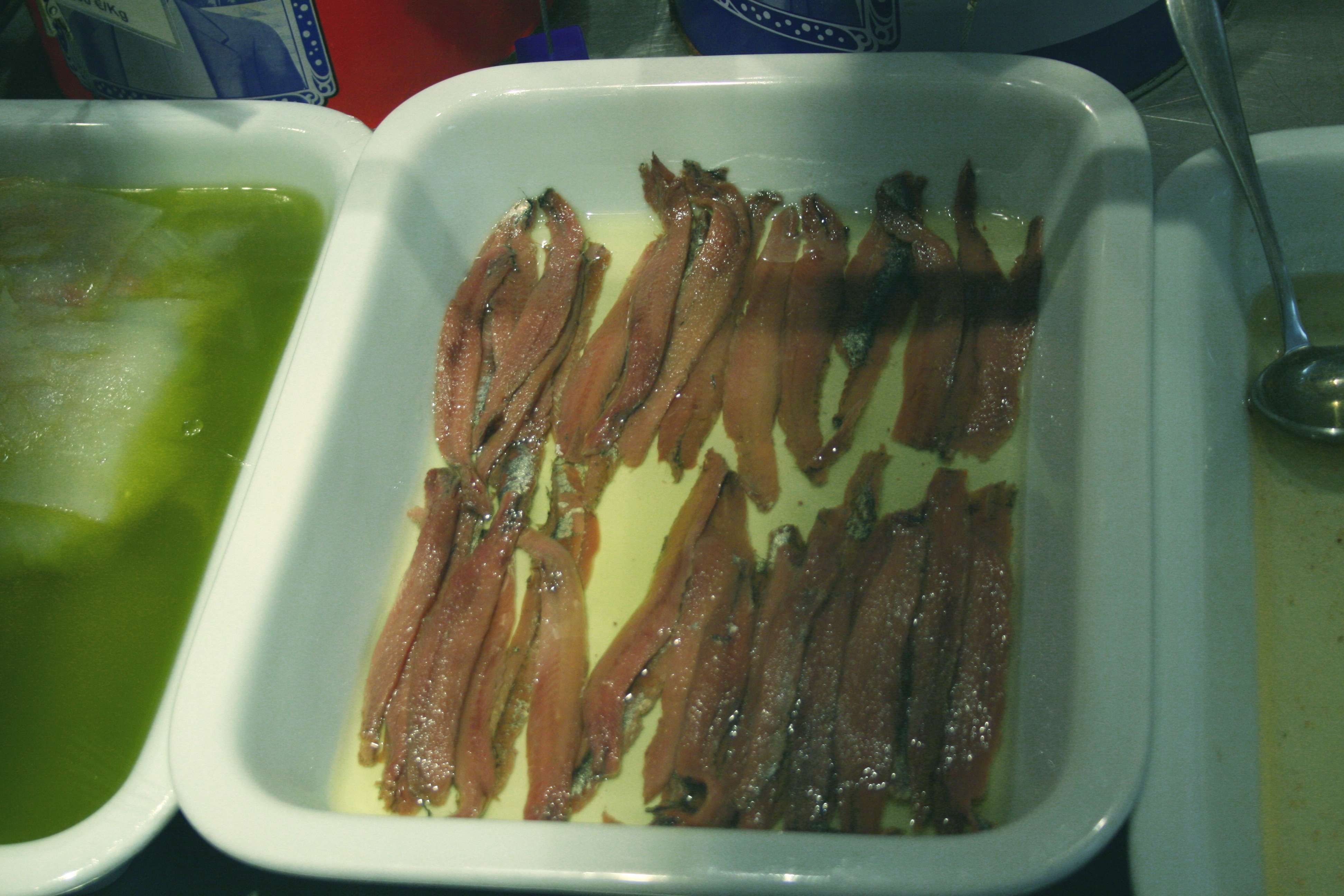
スペインのオイル漬けアンチョビ

カタクチイワシ科（学名: Engraulidae）は、ニシン目に属する科の一つ。総称的にアンチョビ（英語: anchovy）と呼ばれる。イタリア語でアッチューガ acciuga （複数形はアッチューゲ acciughe）、フランス語でアンショワ anchois。日本では特に塩蔵品にした食品を指すことが多い。
食用以外に肥料や飼料としても使用され、粉状に加工したものは魚粉やフィッシュミールとよばれる。煮干しや魚醤も生のアンチョビを使って作られることがある。

## 分類
上顎骨の後端が眼の位置よりもずっと後ろまで伸びるため口が大きい。これは、ウルメイワシ科やニシン科（マイワシなど）との顕著な違いである。吻（口先）はややとがり、下顎よりも前に突き出ていることが多い。顎の歯の発達は種によってさまざまである。カタクチイワシ亜科は体が細長い円筒形に近く、外見はイワシに似る。エツ亜科はそれほどイワシに似ておらず、高く立った特徴的な背びれを持つ。背に青みがかった、いわゆる青魚である。腹側は銀色である。
約20種の淡水産種が知られ、南アメリカを中心に分布する。ニシン科とは異なり、本科魚類の化石種は極めて少数しか知られていない。ほとんどはプランクトン食だが、一部に魚食性種がある。

### エツ亜科
エツ亜科 Coiliinae は約6属50種を含む。腹鰭の前後に稜鱗をもつ。臀鰭が長く、エツ属では尾鰭と連続する。
- Coilia エツ属 - 13種 エツ
- Lycothrissa - 1種
- Papuengraulis - 1種
- Pseudosetipinna - 1種
- Setipinna ツマリエツ属 - 8種
  - ツマリエツ Setipinna tenuifilis (common hairfin anchovy)
- Thryssa オオイワシ属 - 24種
  - オオイワシ Thryssa baelama (Baelama anchovy)
  - チョウセンタレクチ Thryssa hamiltonii (Hamilton's thryssa)

### カタクチイワシ亜科
カタクチイワシ亜科 Engraulinae は約11属100種を含む。腹部の稜鱗は腹鰭の前方のみにある。臀鰭は短い。ほとんどの種は南北アメリカ大陸の沿岸に分布する。
- Amazonsprattus - 1種
- Anchoa トガリイワシ属 - 35種
  - Anchoa marinii ラプラタトガリイワシ (Marini's anchovy)
  - Anchoa nasus シロカタクチイワシ (longnose anchovy)
  - Anchoa spinifer トガリイワシ (spicule anchovy)
- Anchovia - 3種
- Anchoviella ギンオビイワシ属 - 16種
  - Anchoviella lepidentostole ギンオビイワシ (broadband anchovy)
- Cetengraulis - 2種
- Encrasicholina タイワンアイノコイワシ属 - 5種
  - Encrasicholina heteroloba ミズスルル (shorthead anchovy)
  - Encrasicholina punctifer タイワンアイノコイワシ (buccaneer anchovy)
- Engraulis カタクチイワシ属 - 9種
  - Engraulis anchoita アンチョイタ (アルゼンチンカタクチイワシ、Argentine anchovy)
  - Engraulis australis オーストラリアカタクチイワシ (Australian anchovy)
  - Engraulis encrasicolus モトカタクチイワシ (ヨーロッパカタクチイワシ、European anchovy)
  - Engraulis capensis ミナミアフリカカタクチイワシ - 分布域がモトカタクチイワシと連続しており、形態も酷似する[3]ため同種とする場合もある[4]。
  - Engraulis eurystole ギンイロカタクチイワシ (silver anchovy)
  - Engraulis japonicus カタクチイワシ (シコイワシ、Japanese anchovy)
  - Engraulis mordax カリフォルニアカタクチイワシ (Californian anchovy)
  - Engraulis ringens ペルーアンチョビ (アンチョベータ、anchoveta)
  - Engraulis albidus
- Jurengraulis - 1種
- Lycengraulis - 5種
  - Lycengraulis grossidens アルゼンチンイワシ (Atlantic sabretooth anchovy)
- Pterengraulis - 1種
- Stolephorus インドアイノコイワシ属 - 20種
  - Stolephorus commersonnii ヤエヤマアイノコイワシ (Commerson's anchovy)
  - Stolephorus insularis インドアイノコイワシ (Hardenberg's anchovy)

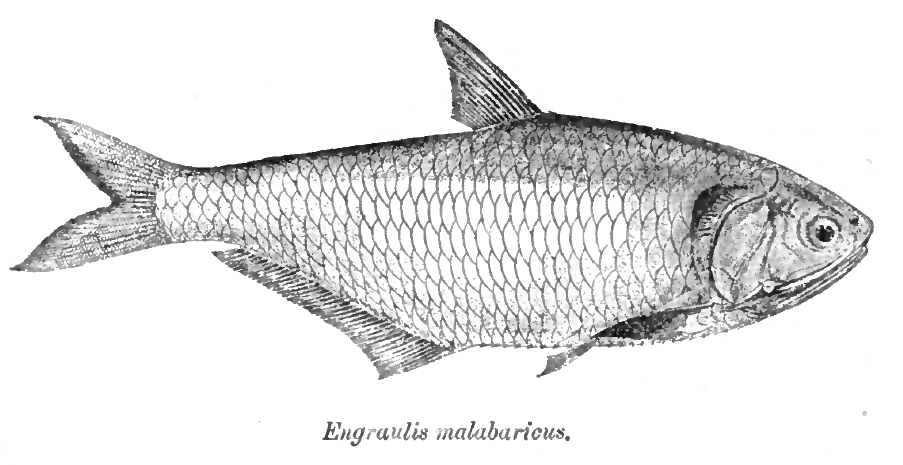
オオイワシ属の1種 Thryssa malabarica
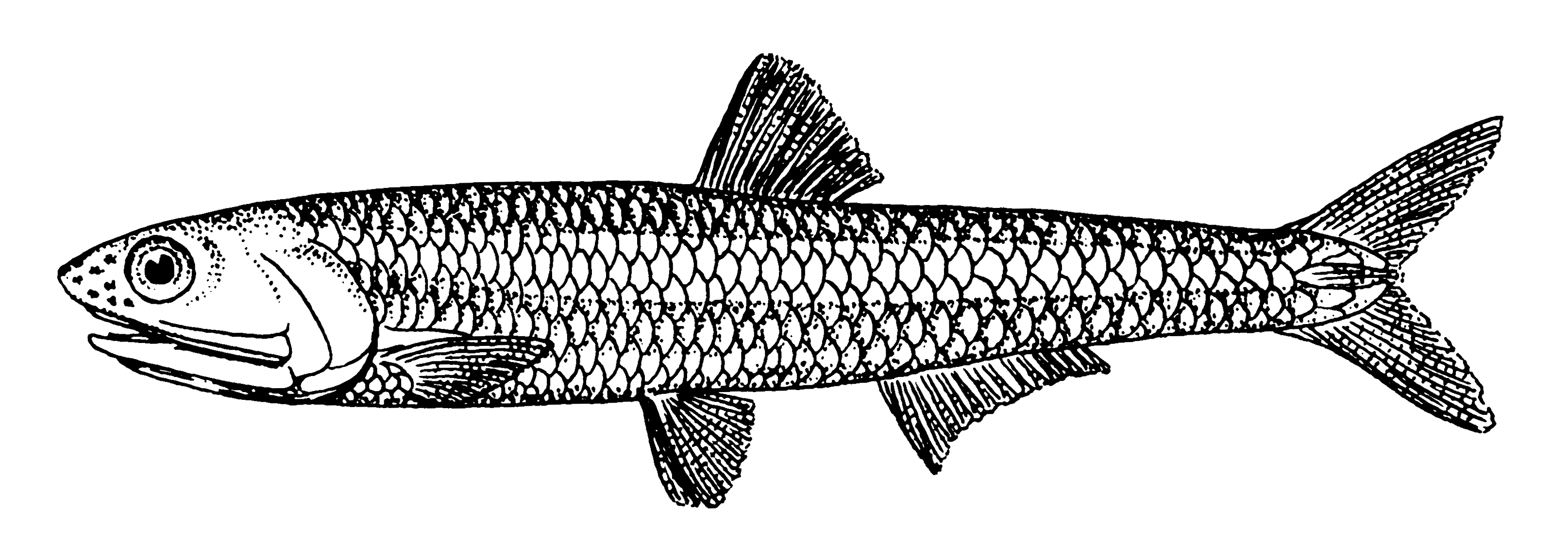
モトカタクチイワシ
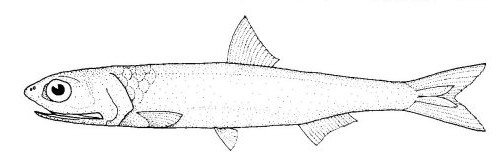
オーストラリアカタクチイワシ
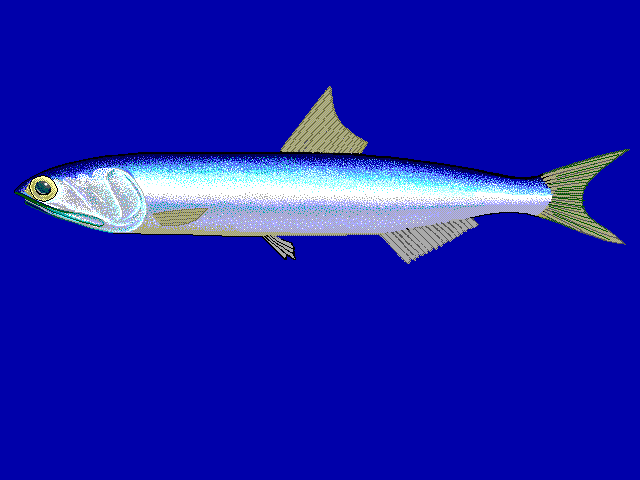
ペルーアンチョビ

## 漁獲
FAO調べ、2005年。
| 順位 | 和名                         | 英名                     | 学名                   | 千トン |
| ---- | ---------------------------- | ------------------------ | ---------------------- | ------ |
| 1    | ペルーアンチョビ             | anchoveta                | Engraulis ringens      | 10215  |
| 8    | カタクチイワシ               | Japanese anchovy         | Engraulis japonicus    | 1639   |
| 28   | ヨーロッパカタクチイワシ     | European anchovy         | Engraulis encrasicolus | 381    |
| 46   | ミナミアフリカカタクチイワシ | southern African anchovy | Engraulis capensis     | 286    |

世界的にはペルーアンチョビ（アンチョベータ）が非常に多い。乱獲により減少しているが、それでも、種別の統計で2位のスケトウダラ (2790千トン) に数倍の差を空けて1位である。日本で主に漁獲されるのはカタクチイワシである。

## 利用

### 塩蔵アンチョビ

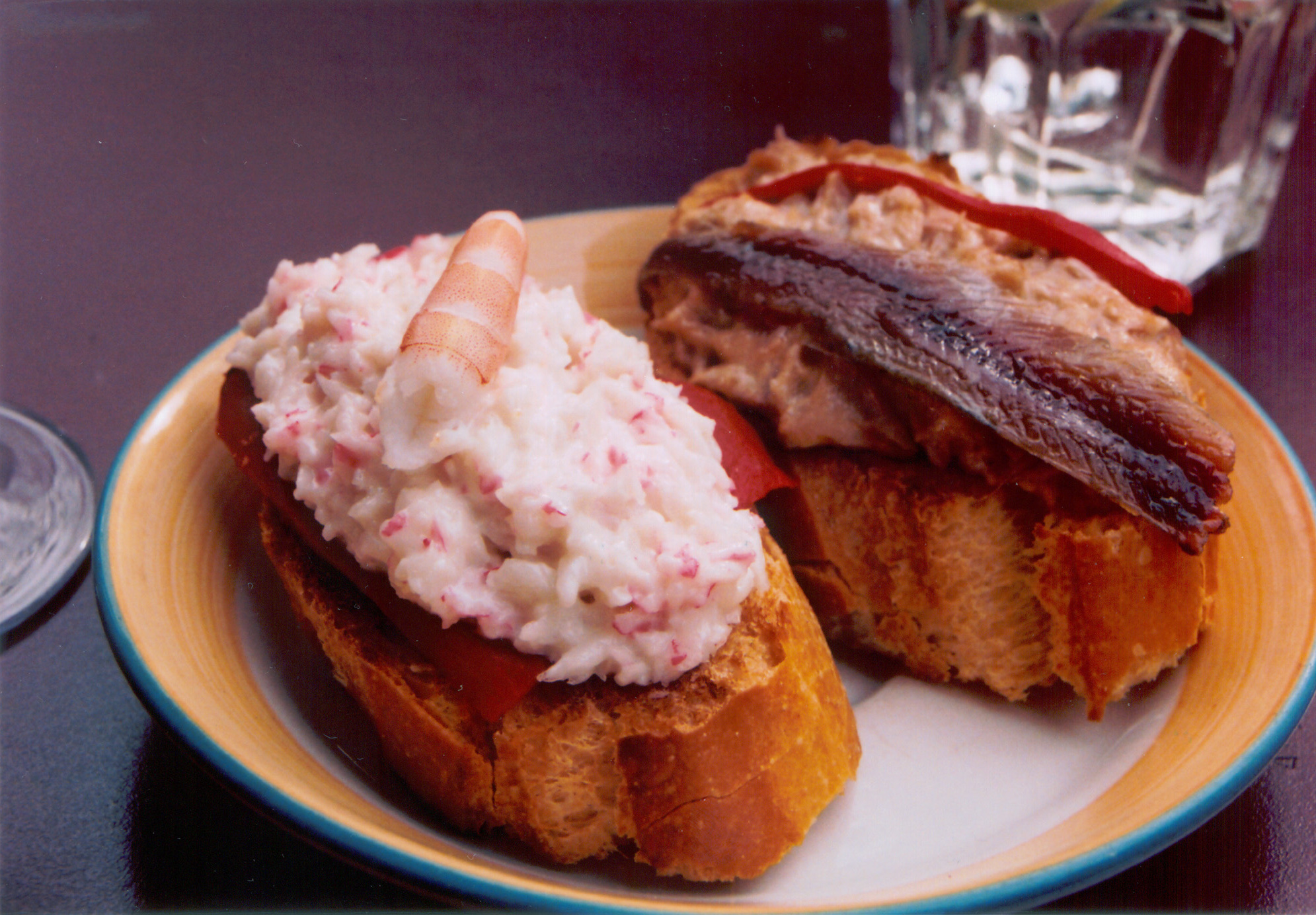
塩蔵アンチョビをのせたピンチョス（右）

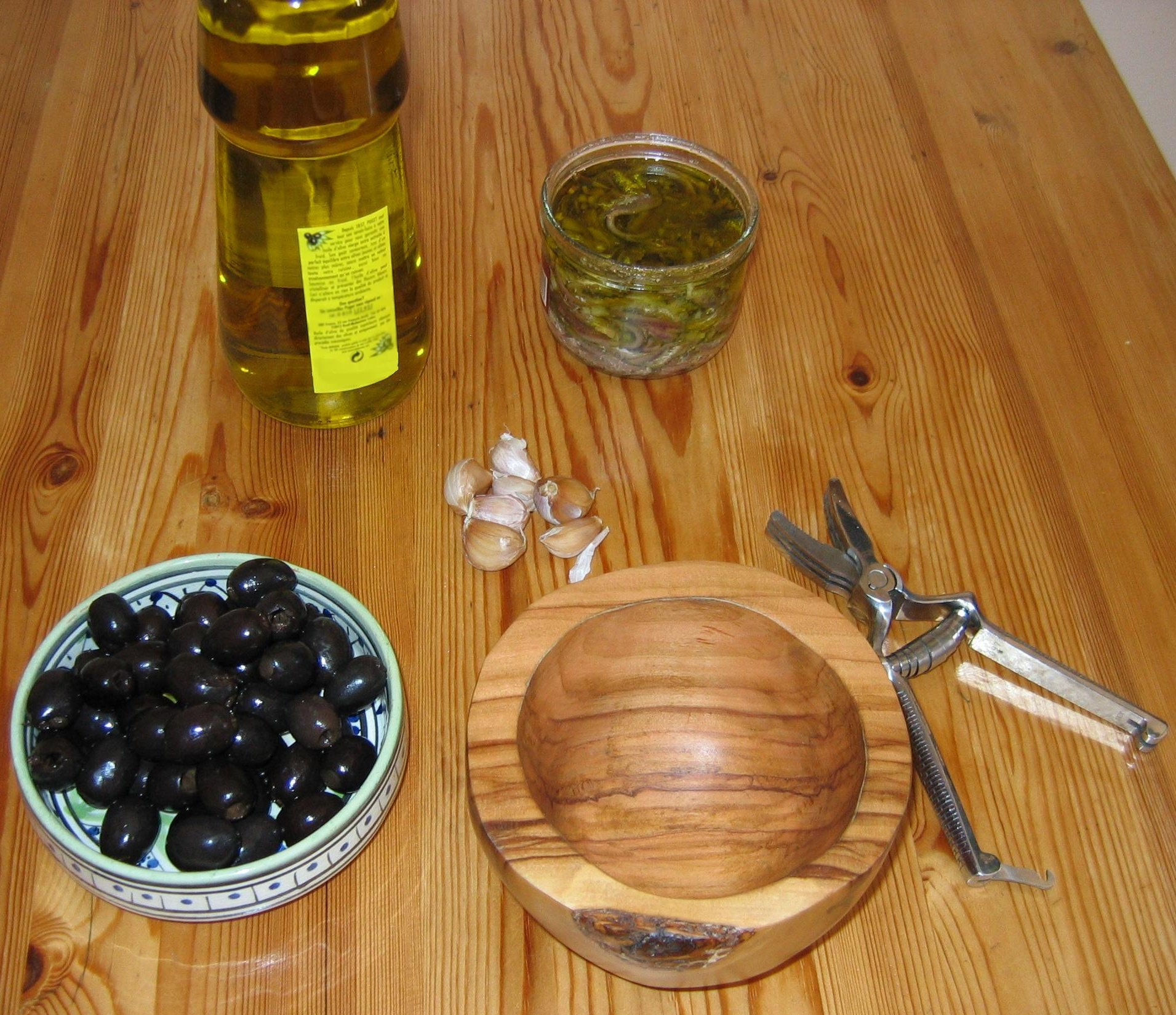
右上に見えるのが塩蔵アンチョビ。そこに黒オリーブ、にんにくを加え、オリーブ油で和えれば、南仏風の万能ソース「アンショイアード」（anchoïade）ができる。

塩蔵品は、三枚におろして内臓を取り除いた小魚を塩漬けにして、冷暗所で熟成及び発酵させたものである。オリーブオイルを加え、缶詰や瓶詰にする。主にイタリアやスペイン、モロッコで生産されている。
缶詰には、三枚におろした身肉をそのまま平らに並べたフィレー・タイプのものと、その身肉をケッパーの実を芯にして渦巻状に巻いたロール・タイプのものがある。ペースト状にしてチューブに入れられた製品もある。
塩蔵アンチョビはヨーロッパの料理によく用いられる。19世紀までは高級なため、富裕層や貴族以外は食べられなかった。そのまま、あるいはペースト状にして食べるほか、サンドイッチやカナッペの具としたり、ピザ、パスタ（プッタネスカなど）、サラダ（シーザーサラダなど）の味付けに用いたりもする。この他にも、アンチョビを用いる料理にはヤンソンの誘惑やバーニャ・カウダがある。欧米のウスターソースにもアンチョビが含まれている。
なお、アンチョビと似た加工食品に「オイルサーディン」があるが、アンチョビは 「塩漬けにしたカタクチイワシ」で非加熱であるのに対して、オイルサーディンは、「油漬けにしたサーディン（鰯）」で加熱したものである。アンチョビの方がはるかに塩辛く、オイルサーディンよりも小さな魚を用いて作られる。また、オイルサーディンは普通頭と内臓を除くだけで、三枚にはおろさない。
オイルサーディンもまた高級なため、富裕層や貴族以外は食べられなかった。

### イカン・ビリス
マレーシアではインドアイノコイワシ属やタイワンアイノコイワシ属の小魚をゆでて塩漬けにしたあと、乾燥させた食品「イカン・ビリス（ikan bilis）」がサンバルの材料として、また、かりかりに揚げてナシ・ルマッのおかずやパンの具にして日常的に食べられている。同様のものをインドネシアでは「イカン・テリ（ikan teri）」という。

### 煮干し

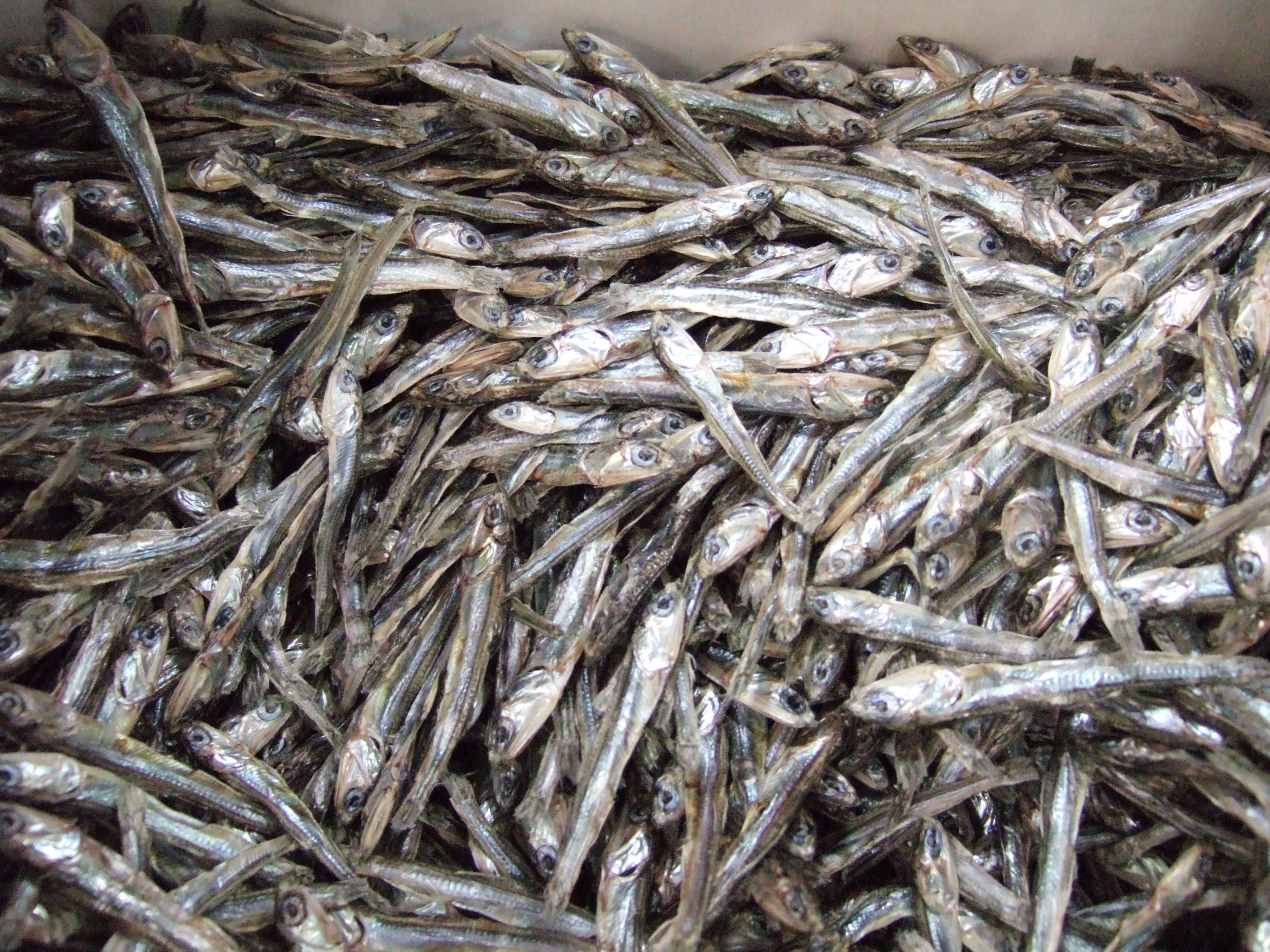
日本の田作（カタクチイワシの煮干し）

日本ではカタクチイワシを塩ゆでした後、素干ししたものを煮干しなどと呼び、食用や出汁を取るためによく利用する。

### 刺身
日本では漁獲量のほぼ100％が加工用として出荷され、鮮魚が市場に出回ることは少ないが、取れたての物は刺身でも食べられる。青魚独特の脂があって美味である。